# 野蛮なやつら/SAVAGES
『野蛮なやつら/SAVAGES』（やばんなやつら 原題: Savages）は、2012年制作のスリラー映画。
ドン・ウィンズロウ原作のベストセラー小説をオリバー・ストーンが映画化。

## あらすじ
親友同士のベンとチョンはカリフォルニアのラグナ・ビーチを拠点に大麻栽培のベンチャーで成功を収め、2人の共通の恋人オフィーリアと共に優雅に暮らしていた。
しかしある日、オフィーリアがメキシコの麻薬カルテルに拉致されてしまう。
ベンとチョンはオフィーリアを取り戻すべく、カルテルに戦いを挑む。

## キャスト
※括弧内は日本語吹替
- チョン - テイラー・キッチュ（置鮎龍太郎）

元ネイビーシールズ隊員。
- ベン - アーロン・テイラー＝ジョンソン（中川慶一）

チョンの親友。
- Ｏ（オフィーリア） - ブレイク・ライヴリー（世戸さおり）

チョンとベンの共有の恋人。
- デニス・ケイン - ジョン・トラボルタ（岩崎ひろし）

麻薬取締局の悪徳警官。
- ラド - ベニチオ・デル・トロ（山路和弘）

バハ・カルテルの殺し屋。
- エレナ・サンチェス - サルマ・ハエック（五十嵐麗）

バハ・カルテルのボス。
- アレックス・レイエス - デミアン・ビチル

バハ・カルテルの弁護士。
- スピン - エミール・ハーシュ

チョンとベンの資金洗浄係。
- ドク - ジェイク・マクラフリン

チョンの友人で傭兵。
- マグダ・サンチェス - サンドラ・エチェベリア

エレナの娘。
- チャド - シェー・ウィガム（西村太佑）

エル・アズールの弁護士。
- クレイグ - ジョエル・ムーア
- エル・アズール - ホアキン・コシオ

エレナと敵対する麻薬カルテルのボス。

## 製作

### キャスティング
オフィーリア役にジェニファー・ローレンスが起用されていたが、スケジュールの都合により降板した。ローレンスの後任として、アンバー・ハード、オリヴィア・ワイルド、リンジー・ローハン、テレサ・パーマー、アビー・コーニッシュが考えられていた。2011年4月、ブレイク・ライブリーがオフィーリア役に決定した。オリバー・ストーンはピーター・バーグ監督の『バトルシップ』でのキッチュの演技を観て、チョン役にオファーした。ユマ・サーマンがオフィーリアの母親役で出演したが、出演シーンはカットされた。

## 評価
本作は批評家から賛否両論であった。映画批評集積サイトのRotten Tomatoesには190件のレビューがあり、支持率51％、平均点は10点満点で5.71点となっている。サイト側による批評家の見解の要約は「『野蛮なやつら/SAVAGES』は紛れもなく乱雑しており、完璧とは言い難いがオリバー・ストーンの暗く恐ろしい、原点とも言える映画の形に戻っている」となっている。また、Metacriticには41件のレビューがあり、加重平均値は59/100となっている。
ヨーロッパでは好意的な評価が多く、イギリスの映画評論家ディラン・ジョーンズは「オリバー・ストーン監督の『野蛮なやつら』は蒸し暑いセックス、猛烈に感情的な混乱、そして光沢のあるアクション。魔法の様に素晴らしい」と絶賛した。